# Fritz Lau (Schriftsteller)

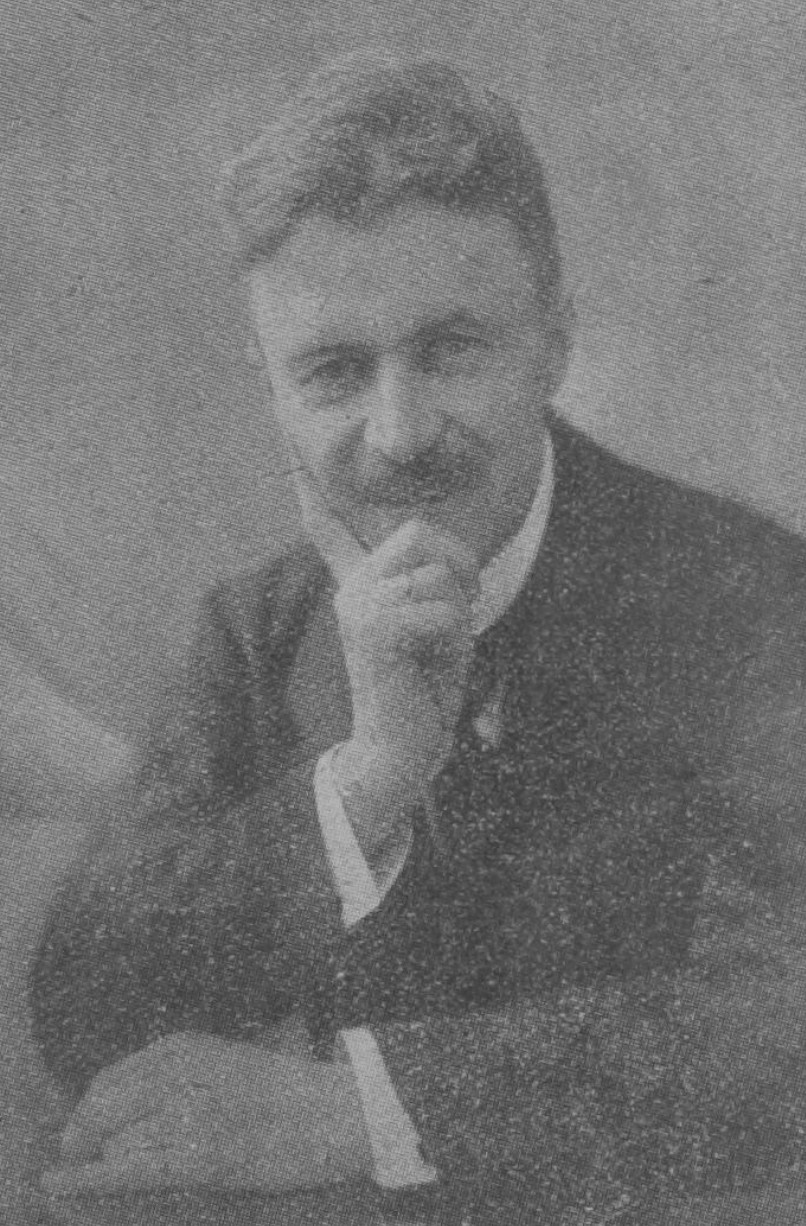
Fritz Lau, um 1922

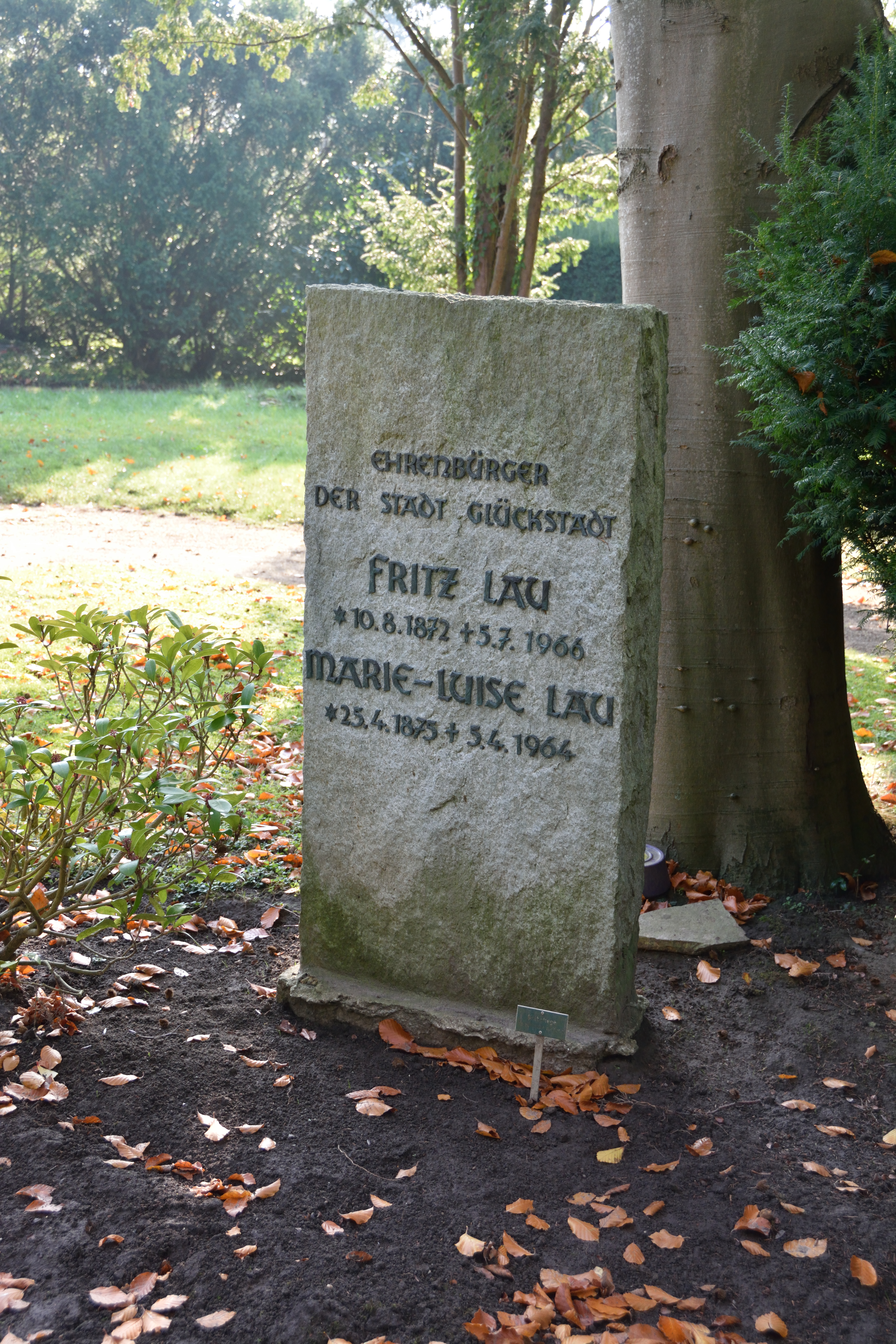
Grabmal für Fritz Lau auf dem Friedhof in Glückstadt

Fritz Lau (* 10. August 1872 in Möltenort bei Kiel; † 5. Juli 1966 in Glückstadt) war ein niederdeutscher Schriftsteller. 

## Leben
Sein Vater war Schiffer und meist außer Haus. Seine Mutter war nach Laus Bericht eine gute Geschichtenerzählerin, die auch dem gelegentlich vorbeischauenden Klaus Groth manche Geschichte erzählt haben soll. Mit 17 Jahren trat er in den Postdienst ein, und nach einer ersten Gehilfenstelle im Kieler Raum folgten Versetzungen an viele Orte in Deutschland. Er lebte seit 1898 in Glückstadt und trat schon 1923 in den Ruhestand. In seiner Freizeit betätigte er sich schriftstellerisch.
Am 16. Mai 1955 verlieh ihm die Stadt Glückstadt die Würde eines Ehrenbürgers. Ihm zu Ehren wurde im Glückstädter Detlefsen-Museum sein Arbeitszimmer detailgetreu nachgebaut.

## Auszeichnungen und Ehrungen
- 1955 Ehrenbürger von Glückstadt
- In Glückstadt ist der „Fritz-Lau-Platz“ nach ihm benannt.
- In Uetersen ist ein „Fritz-Lau-Weg“; in Kiel (1966), Büdelsdorf, Heikendorf, Marne und Schenefeld eine „Fritz-Lau-Straße“  nach ihm benannt.

## Werke
- Johann un Trina up Reisen. Schwank in 1 Aufzug. H. Lühr & Dircks, Garding [1910].
- Brandung. Geschichten von de Waterkant. H. Lühr & Dircks, Garding 1913.Inhaltsverzeichnis
- Sein Wunsch. In: Die Heimat. Dezember 1914. 24. Jg. Nr. 12. Hamburg 1914, S. 313. Digitalisat DFG viewer
- Ost un West. H. Lühr & Dircks, Garding 1915.
- Helden to Hus. M. Glogau, Hamburg 1915.Inhaltsverzeichnis
- Sinen ersten Breef. In: Die Heimat. August 1915 25. Jg. Nr. 8, Hamburg 1915. Digitalisat DFG viewer
- Fief Jahr Tuchthus. In: Hauskalender für den Kreis Plön 1915. Kaven, Plön 1915. Digitalisat DFG viewer
- In Luv un Lee.  M. Glogau, Hamburg 1916. Inhaltsverzeichnis
- Sünn achter de Wolken.  H. Lühr & Dircks, Garding 1918.
- Elsbe. Ein Stück Minschenleben. M. Glogau, Hamburg 1918.Inhaltsverzeichnis
- De Notflagg. In: Sonderabdruck aus der Wochenschrift Zeitspiegel, hrsg. von Johannes John, Flensburg. Nr. 15, vom 22. November 1919. Digitalisat
- Katenlüd.  H. Lühr & Dircks, Garding 1920. (M. Glogau, Hamburg 1921)Inhaltsverzeichnis
- Kopp hoch. M. Glogau, Hamburg 1921. Inhaltsverzeichnis
- Drees Dreesen, Een Stück Minschenleben. M. Glogau, Hamburg 1924.
- So is dat Leben! M. Glogau, Hamburg 1926.
- Ünner 'n Tüffel. En vergnögt Spillwark in cen' Törn. . Lühr & Dircks, Garding [1926].
- Ebb un Flot. Glück un Not. M. Glogau, Hamburg 1926. Inhaltsverzeichnis
- Kinneland. Plattdeutsche Erzählungen. Belz, Langensalza 1927.
- Lach mit! M. Glogau, Hamburg 1929.
- Wat mi so öwer'n Weg löp. M. Glogau, Hamburg 1932.
- Von em un ehr! M. Glogau, Hamburg 1932.
- Jungs un Deerns von de Waterkant. Kurze Geschichten. Otto Meißner, Hamburg 1933.
- Wie möt dor henlank. M. Glogau, Hamburg 1934.
- Wat mi so öwer'n Weg löp. M. Glogau, Hamburg 1949.
- Wat löppt de Tiet. Utsöcht Vertellen. Zum 90. Geburtstag von Fritz Lau. Fehrs-Gilde, Hamburg-Wellingsbüttel 1962.
- De besten Geschichten von Fritz Lau. 31 Geschichten aus 11 Bänden seines gesamten Werkes ausgesucht u. hrsg. von Erich Könnecke. Glogau, Hamburg 1981.